# À la pêche aux moules

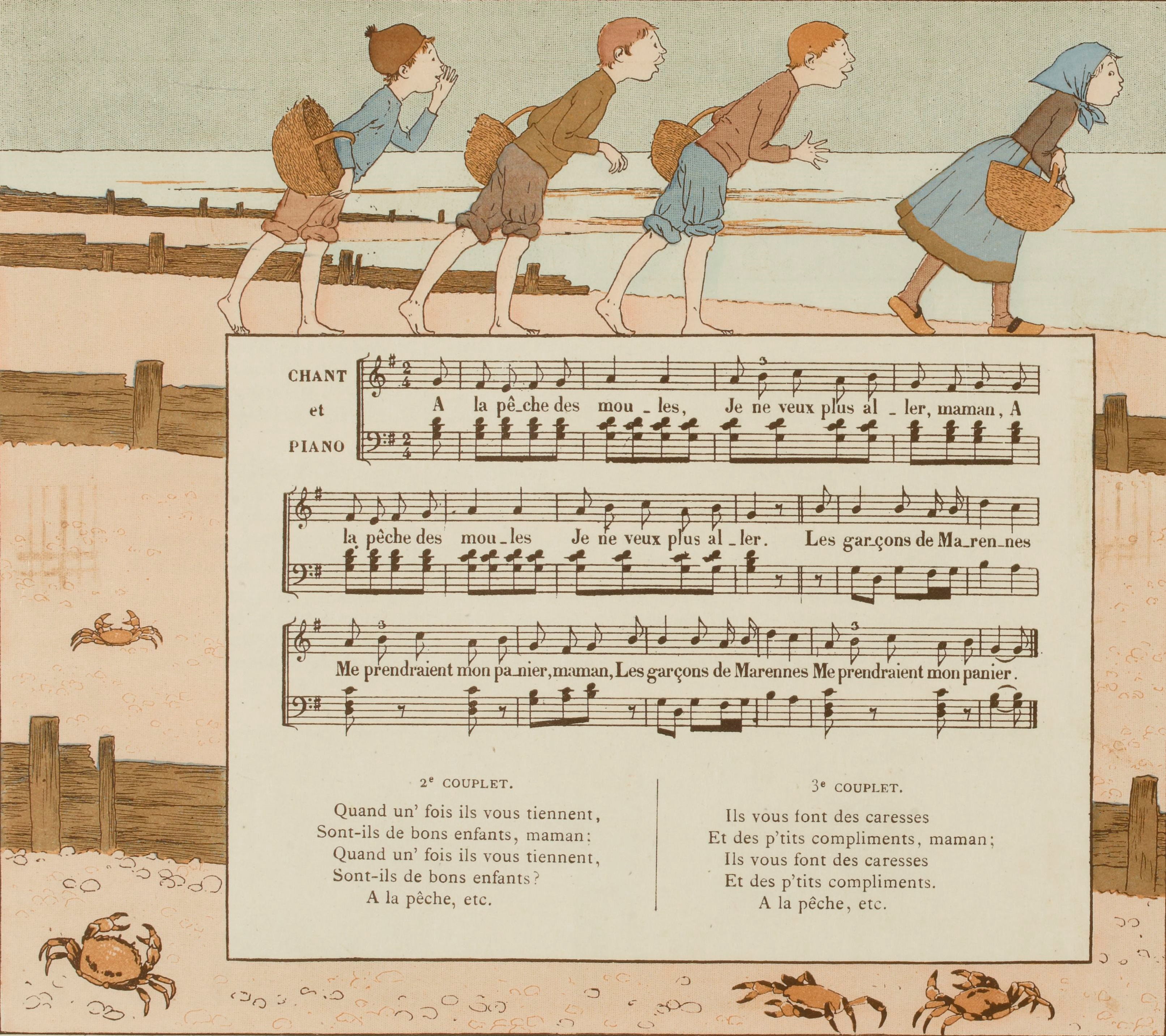
Partition de Jean-Baptiste Weckerlin illustrée par Louis-Maurice Boutet de Monvel.

À la pêche des moules ou À la pêche aux moules est une chanson française traditionnelle de Saintonge.

## Diffusion et interprétation
Cette chanson, qui paraît anodine au premier abord, pourrait être en fait une dénonciation car elle évoque le thème du harcèlement, voire du viol[précision nécessaire]. 
La chanson se serait popularisée grâce à Pierre-Antoine-Augustin de Piis,.
On la trouve éditée dans plusieurs recueils de chants populaires au XIXe siècle et même harmonisée pour quatre voix d’hommes dans un recueil norvégien de 1868 (voir liens IMSLP).
Comme de nombreuses chansons populaires, la mélodie et le rythme peuvent varier un petit peu entre les différentes éditions.
Vincent d'Indy compose une harmonisation pour chœur mixte en 1930 ; il est de mode d’adapter les chansons populaires en cette première moitié du XXe siècle.
Joseph Canteloube la recense dans son Anthologie des chants populaires français.
On peut citer une version par Lucienne Vernay avec les Quatre Barbus en 1960.
Il existe une autre version sur l’air de La Vigne aux moineaux, une chanson bourguignonne popularisée par Dranem. On la trouve par exemple publiée dans le recueil de chant Le Coq des Éclaireurs unionistes de France dans les années 1940.
En 1975, Jacques Martin et son équipe font de cette version l’hymne de l’émission Le Petit Rapporteur.
Le ventriloque David Michel avec sa marionnette Nestor le pingouin s’appropria le titre avec des couplets nouveaux. Le 45 tours fut un succès dépassant le million de ventes.
En 2008, Keen'V en fait une interprétation libre sous le titre Je veux y retourner (à la pêche aux moules).

## Liens
- Jean-Baptiste Weckerlin, vol. I, p.134, avec accompagnement piano. « Échos du temps passé » (partition libre de droits), sur l'IMSLP.
- Harmonisation pour 4 voix d’hommes (1868). « Album_for_Mandssang_(Kjerulf%2C_Halfdan) » (partition libre de droits), sur l'IMSLP.
- Vincent d’Indy, harmonisation pour chœur mixte (1930). « 6 chants populaires français (op.100) » (partition libre de droits), sur l'IMSLP.
- Joseph Canteloube, « Anthologie des chants populaires français » (partition libre de droits), sur l'IMSLP.